# Dame patronnesse
 (novembre 2023).
Si vous disposez d'ouvrages ou d'articles de référence ou si vous connaissez des sites web de qualité traitant du thème abordé ici, merci de compléter l'article en donnant les références utiles à sa vérifiabilité et en les liant à la section « Notes et références ».
Une dame patronnesse est une personne qui s'occupe des œuvres sociales et du patronage d'une paroisse. L'expression tend à devenir désuète et à désigner, de façon ironique, toute personne qui donne des leçons de morale. 
Jacques Brel, en 1960, a intitulé une chanson humoristique, La Dame Patronnesse.